# Euonymus carnosus
Euonymus carnosus är en benvedsväxtart som beskrevs av William Botting Hemsley. Euonymus carnosus ingår i släktet Euonymus och familjen Celastraceae. Inga underarter finns listade.

## Bildgalleri

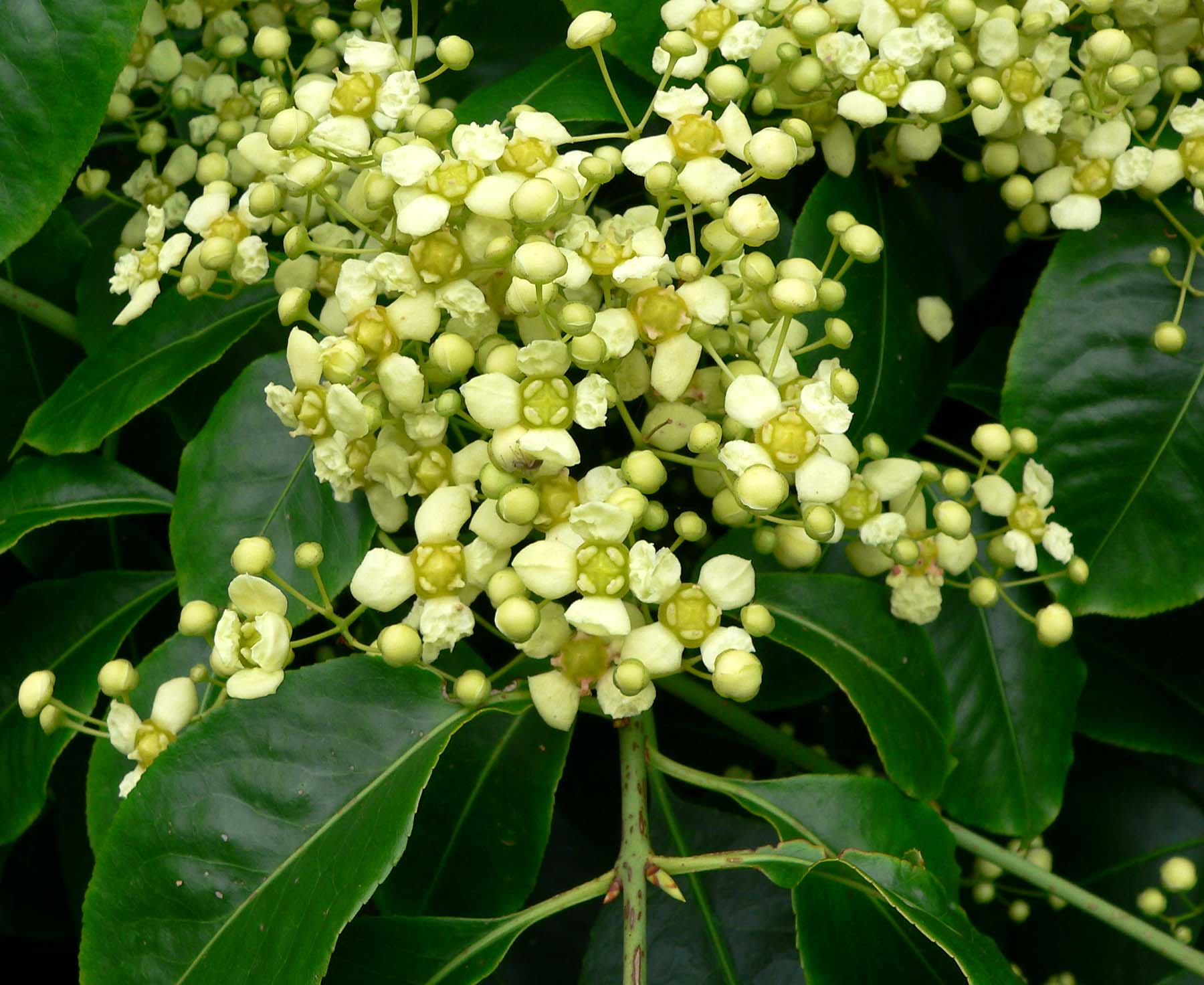
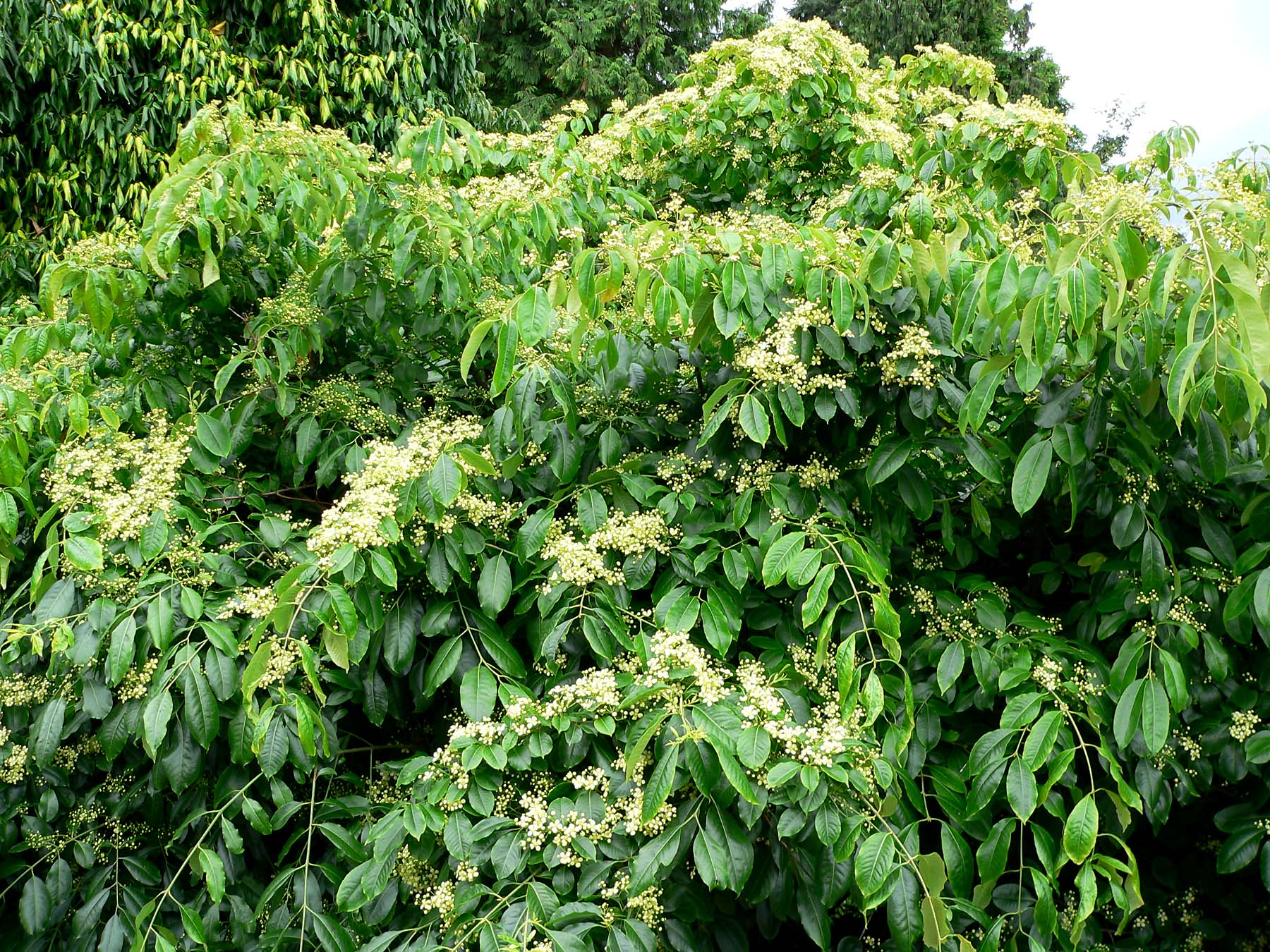
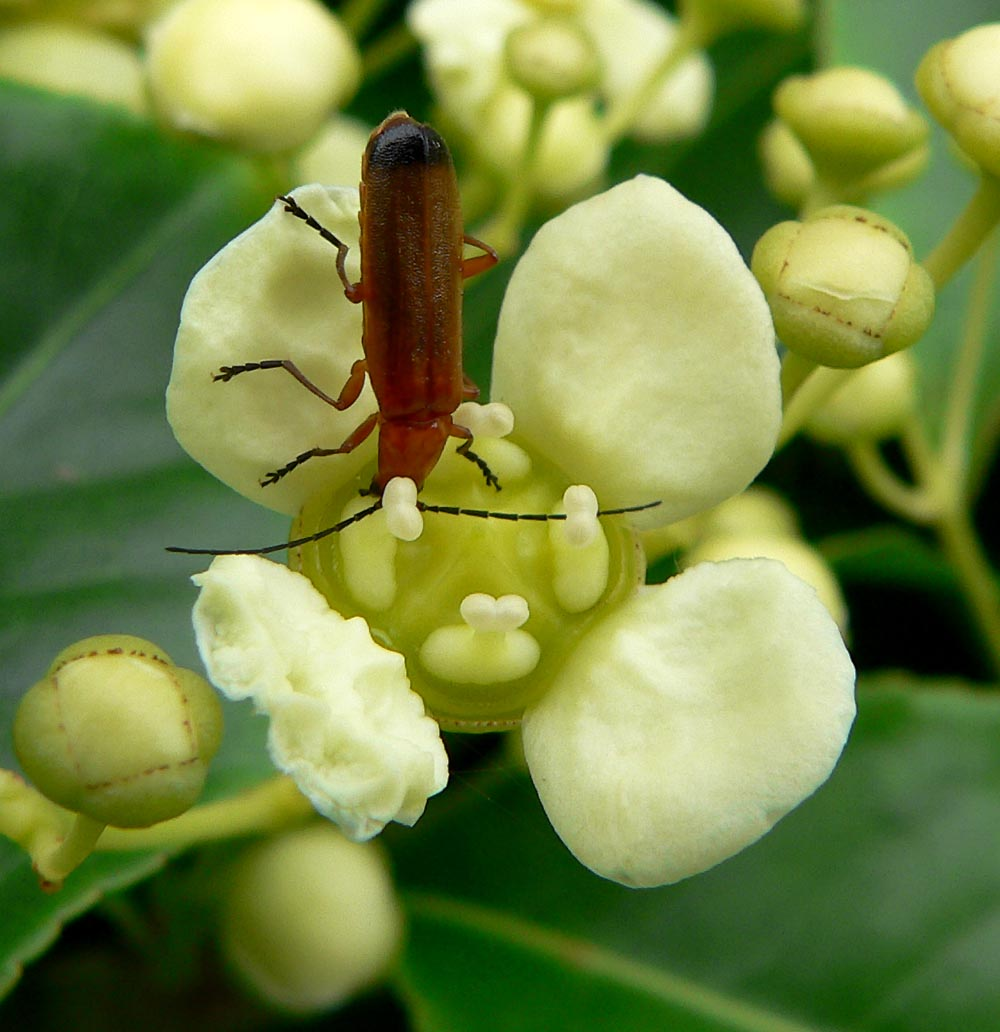
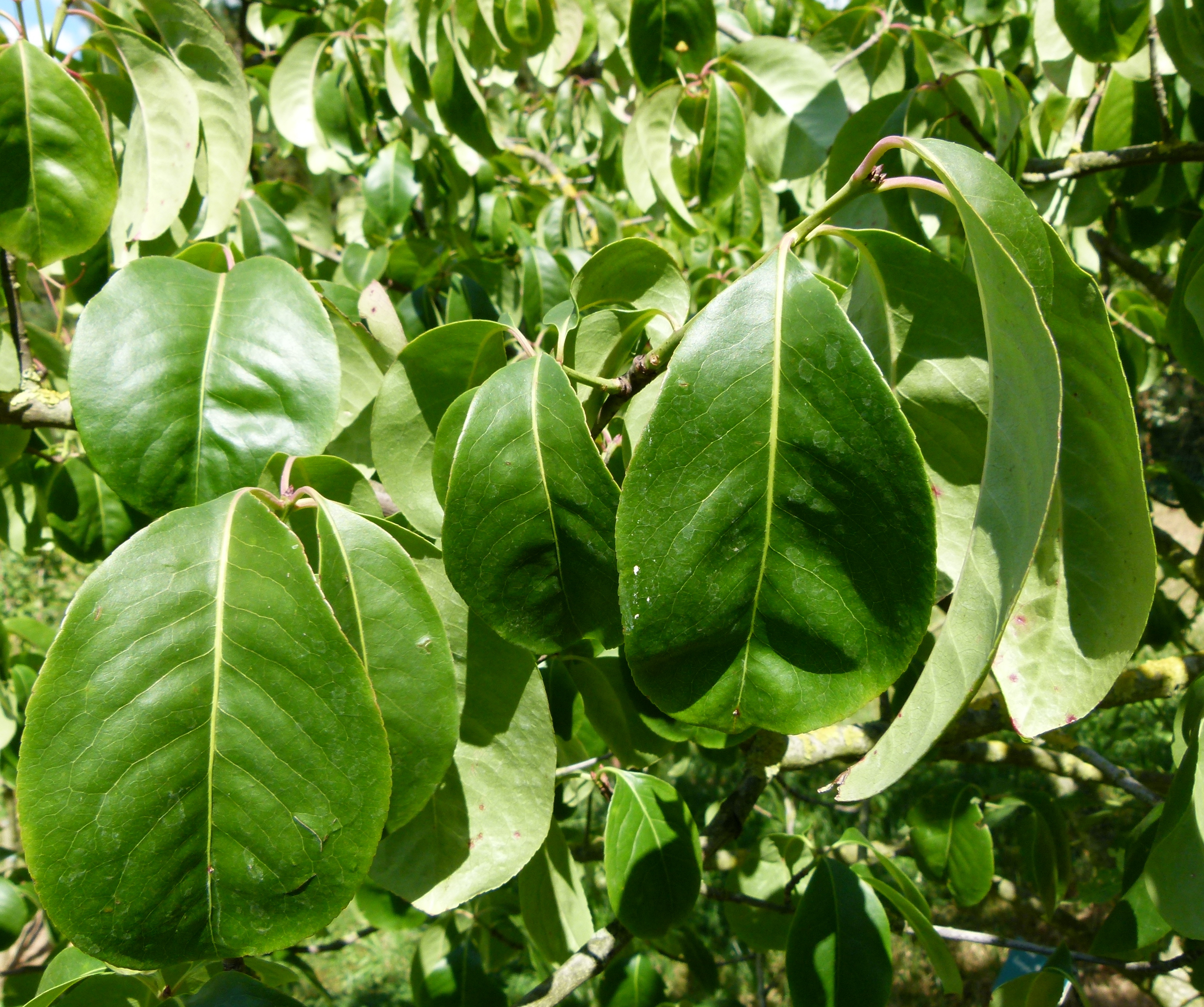